# Tolai-Hase
Der Tolai-Hase (Lepus tolai) ist eine Säugetierart aus der Gattung der Echten Hasen (Lepus) innerhalb der Hasenartigen (Lagomorpha). Sein Verbreitungsgebiet umfasst große Teile Asiens vom Kaspischen Meer bis weit in die Volksrepublik China hinein.
Die Bezeichnung Tolai ist der Name des Tieres in einigen zentralasiatischen Sprachen.

## Merkmale
Der Tolai-Hase ist ein Hase mit einer Kopfrumpflänge von 40 bis 59 Zentimetern und das Gewicht beträgt 1650 bis 2650 Gramm. Die Hinterfüße haben eine Länge von 110 bis 127 Millimeter, die Ohren messen 83 bis 120 Millimeter und der Schwanz 72 bis 110 Millimeter. Die Färbung variiert im gesamten Verbreitungsgebiet und auch innerhalb von Teilen desselben sehr deutlich. Die Farben des Rückenfells variieren von sandgelb über hellbraun, dunkel-gelb, grau und dunkel-braun und kann rotbraune Streifen aufweisen. Die Hüften können zudem ockerfarben oder grau sein. Der Schwanz entspricht der Körperfarbe und besitzt einen breiten dunkel- bis schwarzbraunen Streifen auf der Oberseite. Die Bauchseite und Teile der Seiten sind weiß. Die Augen weisen eine grauweiße Umrandung auf, die im südlichen Teil Chinas auch ockerfarben sein kann; diese reicht nach hinten bis zum Ansatz der Ohren und nach vorn bis auf die Schnauze. Die Spitzen der Ohren sind schwarz.
Der Schädel ist besitzt verhältnismäßig lange und breite Nasenbeine, das Rostrum ist dagegen kurz und breit. Der Processus supraorbitalis, ein Fortsatz des Stirnbeins oberhalb der Augen, ist gut ausgebildet, fast dreieckig und weitgehend flach. Die Paukenblase ist groß und rund.

## Verbreitung

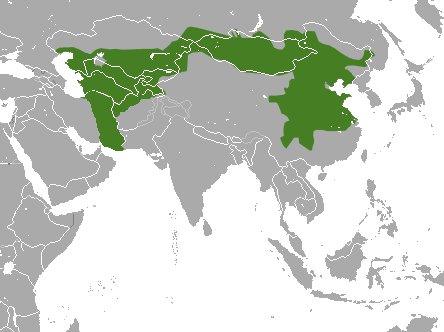
Verbreitungsgebiet des Tolai-Hasen

Der Tolai-Hase ist über die Trockengebiete Asiens verbreitet und reicht in Ostasien recht weit nach Süden. Sein Verbreitungsgebiet erstreckt sich vom Kaspischen Meer nach Süden bis in den nördlichen Iran und nach Osten über Usbekistan, Turkmenistan, Afghanistan, Kasachstan, das südliche Sibirien und die Mongolei bis weit in die Volksrepublik China.
Die Art kommt in der Mongolei Höhen bis zu 8.000 Metern vor, im chinesischen Teil des Verbreitungsgebietes findet er sich jedoch gewöhnlich zwischen 600 und 900 Metern Höhe.

## Lebensweise

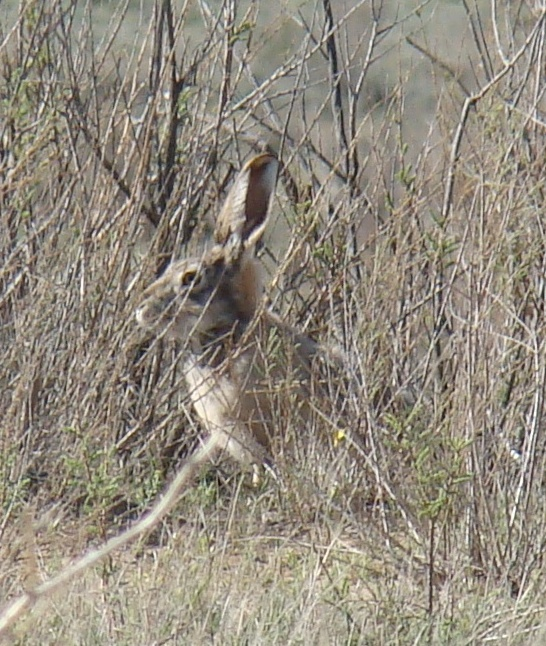
Tolai-Hase in Baikonur, Kasachstan

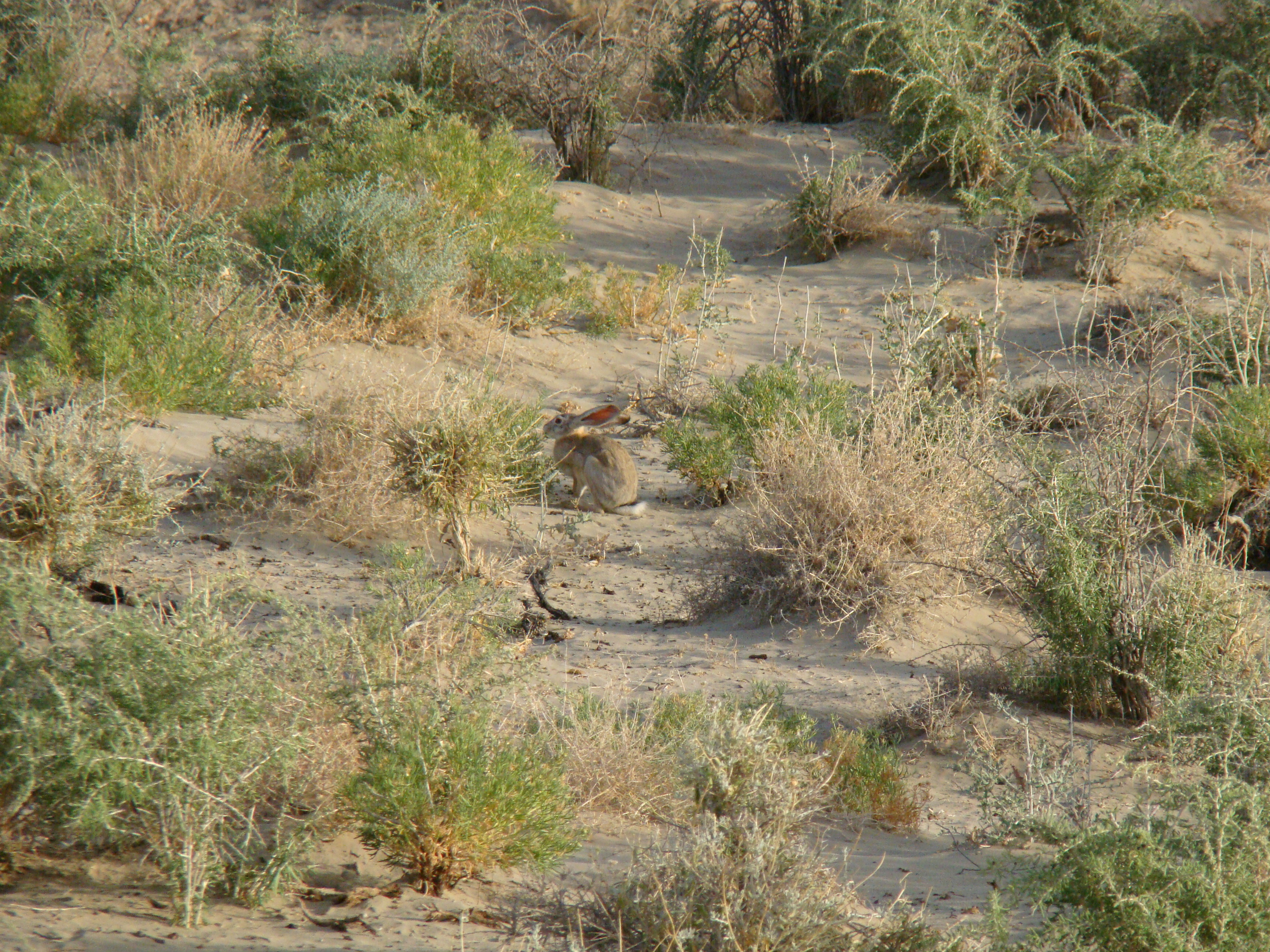
Tolai-Hase in Baikonur, Kasachstan

Der Lebensraum des Tolai-Hasen ist sehr divers. In der Mongolei findet er sich vor allem in Halbwüsten, Berg- und Waldsteppen sowie in gebirgigen und steinigen Lebensräumen. In China besiedelt er vor allem Grasland und Waldwiesen, jedoch kaum das Innere von Waldgebieten. Dabei bevorzugt er Habitate mit Versteckmöglichkeiten wie hohem Gras und Gebüschen.
Der Tolai-Hase ist nachtaktiv und ernährt sich vor allem von Gräsern, Wurzel und Kräutern. Er gräbt außer für die Würfe keine Bauten, sondern mit Hilfe der Vorderbeine nur flache Mulden (Sassen). Die Sassen sind bei warmen Witterungen flacher und bei größerer Kälte und Wind deutlich tiefer. Die Tiere ruhen in diesen Mulden bewegungslos und flüchten erst bei Bedrohung.
Die Art pflanzt sich innerhalb einer etwa sieben Monate andauernden Fortpflanzungszeit zwei- bis dreimal im Jahr fort, wobei jeder Wurf aus zwei bis sechs Jungtieren besteht.

## Systematik
Der Tolai-Hase wird als eigenständige Art den Echten Hasen (Gattung Lepus) und zugeordnet. Bis vor kurzem wurde er als Unterart des Feldhasen (Lepus europaeus) oder des Kaphasen (Lepus capensis) betrachtet. Der Hase Lepus tibetanus, der heute ebenfalls als eigene Art betrachtet wird, wurde ursprünglich als Unterart gelistet, ebenso die heute als Unterart des Tibetanischen Wollhasen (Lepus oiostolus) betrachtete L. o. przewalskii.
Innerhalb der Art werden neben der Nominatform L. t. tolai sieben weitere Unterarten unterschieden: Lepus tolai aurigineus, L. t. buchariensis, L. t. cheybani, L. t. cinnamomeus, L. t. filcheri, L. t. lehmanni und L. t. swinhoei. Die Zuordnung zu Unterordnungen variiert dabei teilweise, so listen Smith & Yan Xie 2009 allein sechs Unterarten in China und benennen dabei neben Lepus tolai aurigineus, L. t. cinnamomeus, L. t. lehmanni, L. t. swinhoei und L. t. tolai die bei Wilson & Reeder 2005 nicht bekannte Unterart L. t. hunagshuiensis. L. t. swinhoei wurde aufgrund von molekularen Analysen auch als eigene Art betrachtet.

## Gefährdung und Schutz
Die Art wird von der International Union for Conservation of Nature and Natural Resources (IUCN) aufgrund des großen Verbreitungsgebiets und der hohen Bestandszahlen als nicht gefährdet („least concern“) eingestuft. Größere Bedrohungen für den Artbestand sind nicht bekannt, allerdings liegen auch keine aktuellen Daten zum Bestand vor.

## Belege
1. ↑  Srinivasulu, Chelmala: South Asian Mammals. CRC Press, 2018, S. 238 (Lepus tolai).
2. 1 2 3 4 5 6 7 8 9  Tolai Hare. In: Andrew T. Smith, Yan Xie: A Guide to the Mammals of China. Princeton University Press, 2008; S. 291–292. ISBN 978-0-691-09984-2.
3. 1 2 3 4 5 6  Lepus tolai in der Roten Liste gefährdeter Arten der IUCN 2012.1. Eingestellt von: Andrew T. Smith, A.F. Boyer (Lagomorph Red List Authority), 2008. Abgerufen am 7. November 2012.
4. 1 2  Joseph A. Chapman, John E. C. Flux (Hrsg.): Rabbits, Hares and Pikas. Status Survey and Conservation Action Plan. (Memento des Originals vom 14. Januar 2009 im Internet Archive)  Info: Der Archivlink wurde automatisch eingesetzt und noch nicht geprüft. Bitte prüfe Original- und Archivlink gemäß Anleitung und entferne dann diesen Hinweis. (PDF; 11,3 MB) International Union for Conservation of Nature and Natural Resources (IUCN), Gland 1990; S. 72f. (unter Lepus capensis). ISBN 2-8317-0019-1.
5. 1 2  Don E. Wilson & DeeAnn M. Reeder (Hrsg.): Lepus tolai (Seite nicht mehr abrufbar, festgestellt im Mai 2019. Suche in Webarchiven)  Info: Der Link wurde automatisch als defekt markiert. Bitte prüfe den Link gemäß Anleitung und entferne dann diesen Hinweis. in Mammal Species of the World. A Taxonomic and Geographic Reference (3rd ed).